# Eggolsheim
Eggolsheim là một đô thị thuộc huyện Forchheim trong bang Bayern nước Đức. Đô thị Eggolsheim có diện tích 48,9 km², dân số thời điểm 31 tháng 12 năm 2006 là 6426 người.